# Eupithecia rhoisata
Eupithecia rhoisata är en fjärilsart som beskrevs av Pierre Chrétien 1917. Eupithecia rhoisata ingår i släktet Eupithecia och familjen mätare. Inga underarter finns listade i Catalogue of Life.